# Miturga occidentalis
Miturga occidentalis là một loài nhện trong họ Miturgidae.
Loài này thuộc chi Miturga. Miturga occidentalis được Eugène Simon miêu tả năm 1909.